# Poljane pri Žužemberku
Poljane pri Žužemberku je naselje u slovenskoj Općini Žužemberku. Poljane pri Žužemberku se nalazi u pokrajini Dolenjskoj i statističkoj regiji Jugoistočnoj Sloveniji. 

## Stanovništvo
Prema popisu stanovništva iz 2002. godine naselje je imalo 27 stanovnika.